# Fukuju Shinichi
Shinichi Fukuju (sinh ngày 3 tháng 7 năm 1983) là một cầu thủ bóng đá người Nhật Bản.

## Sự nghiệp câu lạc bộ
Shinichi Fukuju đã từng chơi cho Kyoto Purple Sanga.